# 平田天命堂宮崎薬品
株式会社平田天命堂宮崎薬品（ひらたてんめいどうみやざきやくひん）は、かつて宮崎県に本社を置き、医薬品・一般用医薬品の卸売業を行っていた企業。旧社名は日向薬品株式会社（ひゅうがやくひん）。
平田天明堂の傘下に入った後、吸収合併。現在はスズケングループの「翔薬」となっている。

## 概要
- 本社所在地：宮崎県宮崎市吉村町西田甲653-1
- 代表取締役社長：平田穰太郎
- 資本金：1,000万円

## 営業所
- 宮崎県:宮崎営業所・延岡営業所・都城営業所・日南出張所

## 大株主
- 平田天命堂 39%
- 田辺製薬 20%
- 三共 20%
- 稲畑産業 20%
- 古賀弘明 1%

## 主な取引メーカー
- 田辺製薬 20%
- 稲畑産業 20%
- 三共 10%
- 塩野義製薬 6%
- 扶桑薬品 6%